# Eugenio di Savoia (1933)
Eugenio di Savoia byl italský lehký křižník třídy Duca d'Aosta. Křižník byl nasazen ve druhé světové válce, kterou přečkal bez újmy. Poté byl předán řeckému námořnictvu.

## Stavba
Stavba křižníku byla zahájena v roce 1932, dne 16. března 1935 byla loď spuštěna na vodu a 16. ledna 1936 byla uvedena do služby.

## Operační služba
Eugenio di Savoia (i jeho sesterská loď) byl v červenci 1940 nasazen v bitvě u Punta Stilo. V červnu 1942 byl nasazen proti britské Operaci Harpoon (sesterský Duca d'Aosta byl naopak nasazen proti souběžně probíhající Operaci Vigorous) a v srpnu 1942 proti britské Operaci Pedestal. V roce 1943 byly na Eugenio di Savoia odstraněny torpédomety a kulomety, které nahradilo dvanáct 20mm kanónů.
Eugenio di Savoia přečkal válku a 1. července 1951 byl předán Řecku, kde sloužil jako vlajková loď pod názvem Elli. Byl náhradou za stejnojmenný křižník, který italská ponorka Delfino potopila ještě několik hodin před samotným vyhlášením války Řecku. Vyřazen byl roku 1964.